# Сергеј Соловјов
Сергеј Михајлович Соловјов (рус. Сергей Михайлович Соловьёв); Москва, 5/17. мај 1820 — Москва, 4/16. октобар 1879) је био руски историчар.

## Биографија
Родио се у свештеничкој породици. Богата кућна библитека развила је код њега љубав према читању и зарана га везала уз историјска дела, а отац Михаил Васиљевич (1791—1861) усадио љубав према народу и искрени хришћански морал.
Студирао је историју на московском универзитету код оснивача руске медијевистике Т. Грановског, потом је као учитељ деце грофа Строганова од 1842. до 1844. године путовао по Европи. Успут је слушао предавања код Ф. Гизо-а и Ж. Мишле-а у Паризу, К. Ритер-а и Л. Ранке-а у Берлину, те Ф. Шлосера у Хајделбергу. По повратку у Москву магистрира 1845. године темом „О односу Новгорода према великим кнежевима“. Године 1847. докторира темом „Историја односа међу руским кнезовима Рјурикова дома“. Од исте године је професор московског универзитета. Од педесетих до седамдесетих година 19. века објавио је бројне научне радове, есеје, чланке и приказе вођен принципом који је изразио у својим „Историјским писмима“: наука мора одговорити на питања живота. Од 1864-70. декан је историјско-филолошког факултета, а од 1871. до 1877. године ректор московског универзитета. Задњих година живота био је председник Московског друштва руске историје и старина и управник Палате оружја московског Кремља (рус. Оружейная палата).
Био је учитељ царевића Николе и васпитач будућег цара Александра III.
Његов син Владимир Сергејевич Соловјов постао је истакнути руски филозоф, историчар, песник, новинар и књижевни критичар. Играо је значајну улогу у развоју руски поезије и филозофије крајем 19. и почетком 20. века. Други син Всеволод С. Соловјов постао је писац романа, аутор историјских романа и хроника.

## Научна дела
Његово највеће дело је опширна „Историја Русије од најстаријих времена“ (рус. Истории России с древнейших времён)  (до 1774), која је превазишла сва дотадашња дела исте врсте. Од године 1851. до смрти је написао 29 свезака. Последњи том је објављен постхумно. Овај исцрпан приказ руске историје је други велики приказ руске историје у 19. веку, након Карамзиновог од 11 свезака из прве половине 19. века. Као што је Карамзиново дело обележило прво половину 19. века у руској историографији, тако је Соловјовово дело обележило другу половину 19. века. Он побија Карамзинов субјективистички приступ, нарочито тезе о засебном развоју Русије у односу на европски Запад. Соловјов узима у обзир сличност историјског развитка Русије и Запада, али и наглашава специфичности које даје географски положај Русије, додир Европе и Азије, ислама и хришћанства.
Његово друго велико дело је објављено 1863. године (година пољског устанка) - Историја пада Пољске (рус. История падения Польши).
Године 1877, када је избио руско-турски рат, изашла је његова књига „Цар Александар I, политика и дипломатија“ (рус. Император Александр I. Политика, дипломатия).
Посебно је популарна његова књига публицистичког карактера „Јавна читања о Петру Великом“ (рус. Публичные чтения о Петре Великом).
Увео је модерне истраживачке методе у руску историографију по узору на Ранкеа. Историју је схватао према Хегеловим концепцијама. За разлику од службене руске историографије, која је била прожета племићком концепцијом и свесловенском идејом, и државом као главним покретачем у руској историји, он супротставља мисао о међусобном утицају државе и народа.
Наглашавао је улогу Русије као предстраже хришћанства на истоку.